# 피에르 불레즈
피에르 불레즈(프랑스어: Pierre Boulez, 1925년 3월 26일 ~ 2016년 1월 5일)는 프랑스의 작곡가, 지휘자, 음악이론가이다.

## 생애
피에르 불레즈는 1925년 3월 26일 몽브리종(Montbrison)에서 태어나 가톨릭계 가정에서 자랐다. 6살 때 피아노를 배우기 시작했고 어린시절 음악과 수학에 재능을 보였다. 고등학교를 졸업하고 엔지니어였던 아버지의 권유로 생테티엔과 그 후 리옹에서 수학을 전공하지만 그와 동시에 리오넬 드 파흐만(Lionel de Pachmann
)으로부터 피아노와 화성법을 배우기도 하였다.
1943년 가을 파리로 거처를 옮기고, 아버지의 바람을 뒤로하고 파리 음악원에서 음악공부를 하기 시작한다. 하지만 불레즈는 학교의 일반적인 수업에 대해 반감을 가지게 되고 결국 1944년 4월부터 앙드레 보라부르(Andrée Vaurabourg)로부터 대위법 개인교습을 받는다. 그해 10월 올리비에 메시앙에게 화성을 배우기 시작하였고, 불레즈는 음악가가 되기로 결정한다.
메시앙은 당시 불레즈에게 많은 영향을 끼쳤다. 메시앙은 남다른 수업방식과 내용으로 당시 학생들에게 새로운 음악세계를 보여주었다. 안톤 베베른의 《서정 모음곡》(Lyrische Suite)과 아르놀트 쇤베르크의 《달에 홀린 피에로》(Pierrot Lunaire)에서부터 새로운 리듬이 주가 되었던 이고리 스트라빈스키의 곡까지를 분석하고 해석하는 올리비에 메시앙의 수업에서 피에르 불레즈는 누구보다 뛰어난 음악분석가라는 평을 받았다. 또한 불레즈는 쇤베르크의 제자 르네 레이보비츠(René Leibowitz)에게서 12음주의를 배웠다.
1946년부터 9년 간 재임하였던 르노-바로 극단(Compagnie Renaud-Barrault)에서 음악 감독으로 활동하였다. 1951년, 라디오 프랑스 산하 피에르 셰페르의 구체 음악 스튜디오에서 실험에 종사하고 2개의 구체 음악 습작을 발표하였다. 또한, 도나우싱엔 음악제를 창설하고 18개 악기를 위한 《폴리포니 X》(Polyphonie X)를 초연하여 비상한 반향을 일으켰다. 1955년에서 1967년까지 다름슈타트 국제 '신음악' 하기 강좌를 위한 다름슈타트 실내 앙상블의 지휘자와 강사로 일하였다. 1956년, 자신이 설립한 도멘 뮈지칼(Domaine Musical)의 공연에서 콘서트 지휘자로 처음 무대에 섰다. 1960년, 프랑스 식민지였던 알제리와의 전쟁에 반대하는 항의 선언에 서명하고 당시 거주하고 있었던 독일에서 프랑스로의 입국이 금지되기도 하였다. 1966년, 빌란트 바그너의 요청을 받고 바이로이트 축제에 처음 등장하여 리하르트 바그너의 파르지팔을 지휘하였다. 1970년, 클리블랜드 오케스트라 음악 고문을 지낸 데 이어 1971년, 레너드 번스타인의 후임으로 뉴욕 필하모닉 음악 감독에 임명되었다. 그해 BBC 교향악단 수석 지휘자로 취임하여 1975년까지 지냈다. 그 외에도 유럽과 미국의 여러 유명 관현악단의 객원 지휘자로 활동하였다. 1977년 이래 자신의 일 대부분을 프랑스 정부로부터 후원을 받는 파리 퐁피두 센터 소속 프랑스국립음향음악연구소(IRCAM)에 헌신하였다.
2016년 1월 5일 독일 바덴바덴 자택에서 항년 92세로 타계하였다.

## 일화
1967년, 슈피겔의 인터뷰 중에, 현대 오페라를 수용하지 않는 독일 구식 오페라 하우스는 폭파하면 될 것이라고 해결책을 제시하였다. 그 일로 2001년 9·11 테러 이후 잠재적 테러 용의자 명단에 올라가, 그가 머물던 호텔로 찾아간 스위스 바젤 경찰로부터 체포되어 여권을 몇 시간 동안 압수당하였다.

## 평가

### 다니엘 바렌보임
그는 시간이 흐를수록 온화해졌고, 또한 사람으로서 더욱 접근하기 쉬워졌다. 과거에 당신이 비판을 받을 때, 그는 꽤 가혹했지만 그의 유머 감각은 항상 거기에 있었다. 그는 항상 피상적인 행동과 부정직함을 조급하게 다루었다. 내가 보기에는 
피에르 불레즈는 미학과 에토스의 완벽한 조합이다. 그렇게 강하고 엄격한 에토스를 가진 예술가는 드물지만, 윤리가 강한 사람들은 대개 상상력이 별로 없다.
지휘자 불레즈는 제2의 빈 악파의 음악을 보다 쉽게 접할 수 있게 만들었을 뿐만 아니라 오케스트라 정규 레퍼토리의 필수적인 부분으로 만들었다. 그는 이 음악을 기존의 관행보다 훨씬 더 투명하게 표현하는 능력이 있었기 때문에, 많은 음악가들이 섬세한 가청력이 없었다면 전혀 불가능했을 정도의 이해력으로 이 음악에 접근하는 음악 구조의 여러 계층과 세부 사항들의 행간 방법을 발견할 수 있게 하였다. 지휘자로서 그의 중심적인 공헌을 지적해야 한다면, 가장 복잡한 악보에서도 모든 단일 음표를 들을 수 있게 하는 것이 분명 그의 능력이다. 모든 행은 들을 수 있고 그것은 그의 추종자들이 그의 개별적인 방식으로 행들 사이를 읽으려고 시도할 때마다 필수 조건이다.

## 수상
- 1996년 폴라음악상[14]
- 2001년 그로마이어 작곡상